# Joy Esther
Joy Esther (14 de junio de 1984) es una actriz y cantante francesa, de padre francés y madre española.

## Primeros años de vida
Nacido en Lyon, se tomó como una niña clases de canto y teatro, además de deportes como el fútbol, el atletismo y judo. A continuación, tomó clases en el Cours Florent durante tres años. Ella también tomó clases de danza moderna y aprendió a tocar la guitarra de manera autodidacta.

## Carrera
Ella comenzó su carrera a la edad de ocho años que aparece en algunos anuncios como Kodak, trabajando con los fotógrafos Jean-Baptiste Mondino y Jean-Paul Goude. A partir de los 11 años a los 18 años, jugó en una serie de películas de televisión y películas, tomando al mismo tiempo clases de teatro, canto, guitarra y piano durante sus estudios. Ella comenzó su carrera como actriz en la pieza de teatro Poussez pas y aura d'la place. A los 19 años, ella tenía uno de los tres papeles principales en el musical Belles belles belles (fr) jugado en el Olympia de París durante dos meses.
En 2006, interpretó el papel de Julieta en la comedia musical Roméo et Juliette, de la haine à l'amour para una gira por Asia. Más de 200 espectáculos se jugaron en Seúl, Corea del Sur y Taipéi, Taiwán, después de 40 piezas en el Palacio de Congresos de París en 2010. A partir de octubre de 2012 a enero de 2013, el espectáculo se jugó en Japón en Tokio y Osaka, y más tarde en China en Shanghái.
Mientras tanto, continuó jugando en varias series y películas de televisión. Desde 2012, se juega Chloé Varenko en la serie de comedia Nos Chers Voisins transmitido en TF1.

## Vida personal
Joy Esther se casó en septiembre de 2009 con el cantante francés Damien Sargue en Las Vegas. Se separaron a finales de 2010.
Joy Esther habla francés, inglés y español.

## Filmografía
| Año     | Título                                   | Papel            | Notas                                                                                          |
| ------- | ---------------------------------------- | ---------------- | ---------------------------------------------------------------------------------------------- |
| 1997    | Mission protection rapprochée            | Anne Janson      | película de televisión (acreditada como Joy Cavé)                                              |
| 1999    | Une femme d'honneur                      | Alice            | 1 episodio (acreditada como Joy Cavé)                                                          |
| 2003–04 | Belles belles belles                     | Émilie           | 70 espectáculos en el Olympia de París                                                         |
| 2007–13 | Roméo et Juliette, de la haine à l'amour | Juliette Capulet | 200 espectáculos en Corea del Sur y Taiwán 42 espectáculos en el Palacio de Congresos de París |
| 2008    | Pas de secrets entre nous                | Aurélie          | varios episodios                                                                               |
| 2008    | Sur le fil                               | Caroline         | 1 episodio                                                                                     |
| 2008    | Mademoiselle Joubert                     | Joss             | 1 episodio                                                                                     |
| 2009    | Paris 16e                                | Isabelle         | 1 episodio                                                                                     |
| 2009    | Comprendre et pardonner                  | Victoire         | 1 episodio                                                                                     |
| 2009    | R.I.S, police scientifique               | Zoé Girard       | 1 episodio                                                                                     |
| 2011    | Chante !                                 | Noémie           | varios episodios                                                                               |
| 2012    | Paradis criminel                         | Virginie         |                                                                                                |
| 2012–15 | Nos Chers Voisins                        | Chloé Varenko    |                                                                                                |
| 2013    | Zak d'Arthur Benzaquen                   | Angela           |                                                                                                |
| 2015    | Drama                                    | Lisa             |                                                                                                |
| 2015    | On se retrouvera                         | Alice            | Película para televisión                                                                       |
| 2016    | Alliances rouge sang                     | Julie            | Película para televisión                                                                       |
| 2017    | À votre service                          | Julia            | Serie de televisión                                                                            |